# فيات 1400

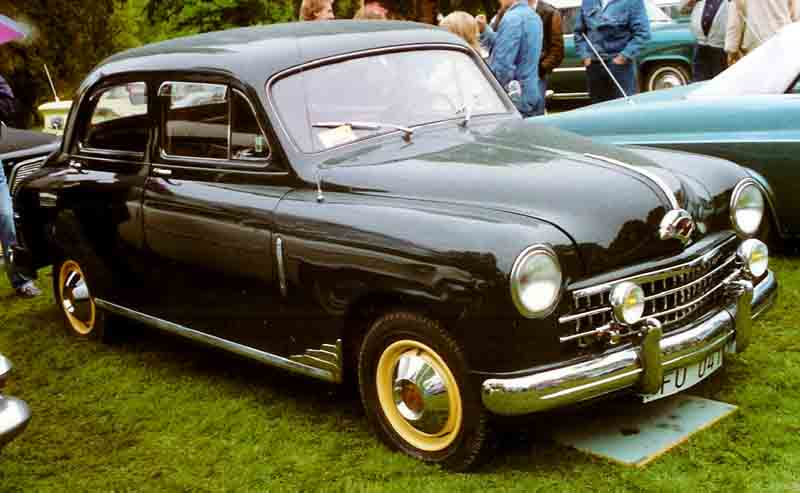
فيات 1400

قدمت فيات 1400 في معرض جنيف للسيارات في عام 1950 وكانت أول سيارة تنتجها شركة فيات الإيطالية لصناعة السيارات تم تصورها في أعقاب الحرب العالمية الثانية، والتي استفادة بالتالي من التكنولوجيات الحديثة.
هذا النموذج الذي كان ذو طراز راقي بالنسبة لذلك الزمن، ولهذا لم ينتج في إيطاليا فحسب ولكن أيضا في بلدان أخرى.:
- إسبانيا : سيات 1400.
- يوغوسلافيا زاستافا 1400. في عام 1954،
- وألمانيا، وفيات 1400 -إن أس يو-.

## معرض صور

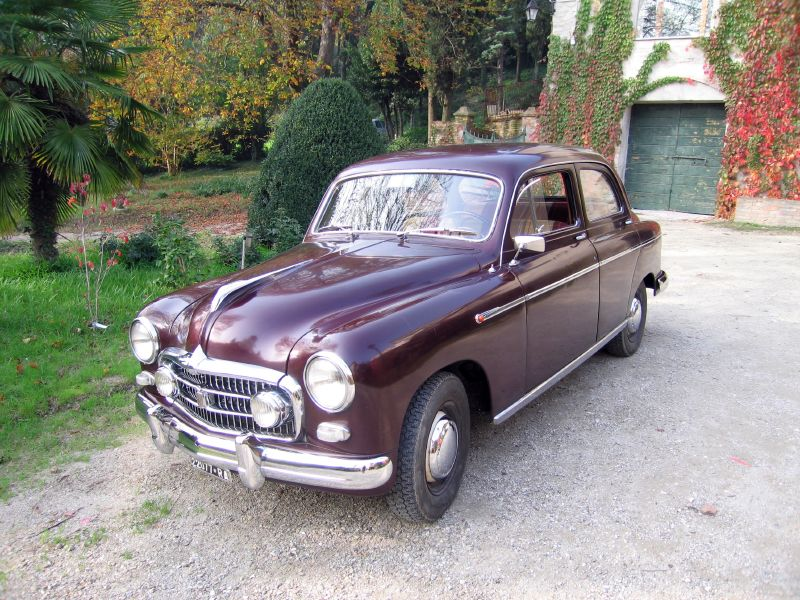
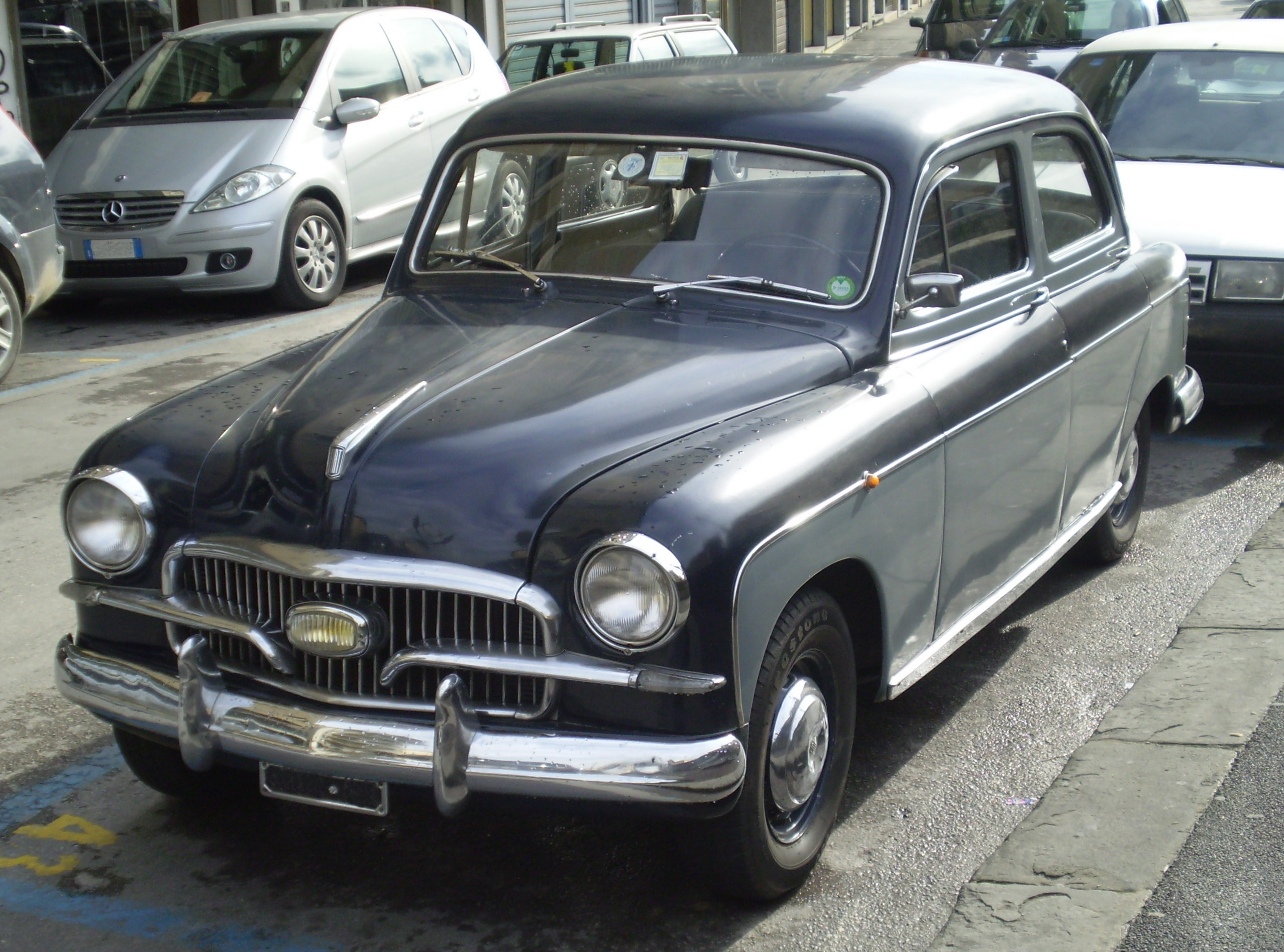
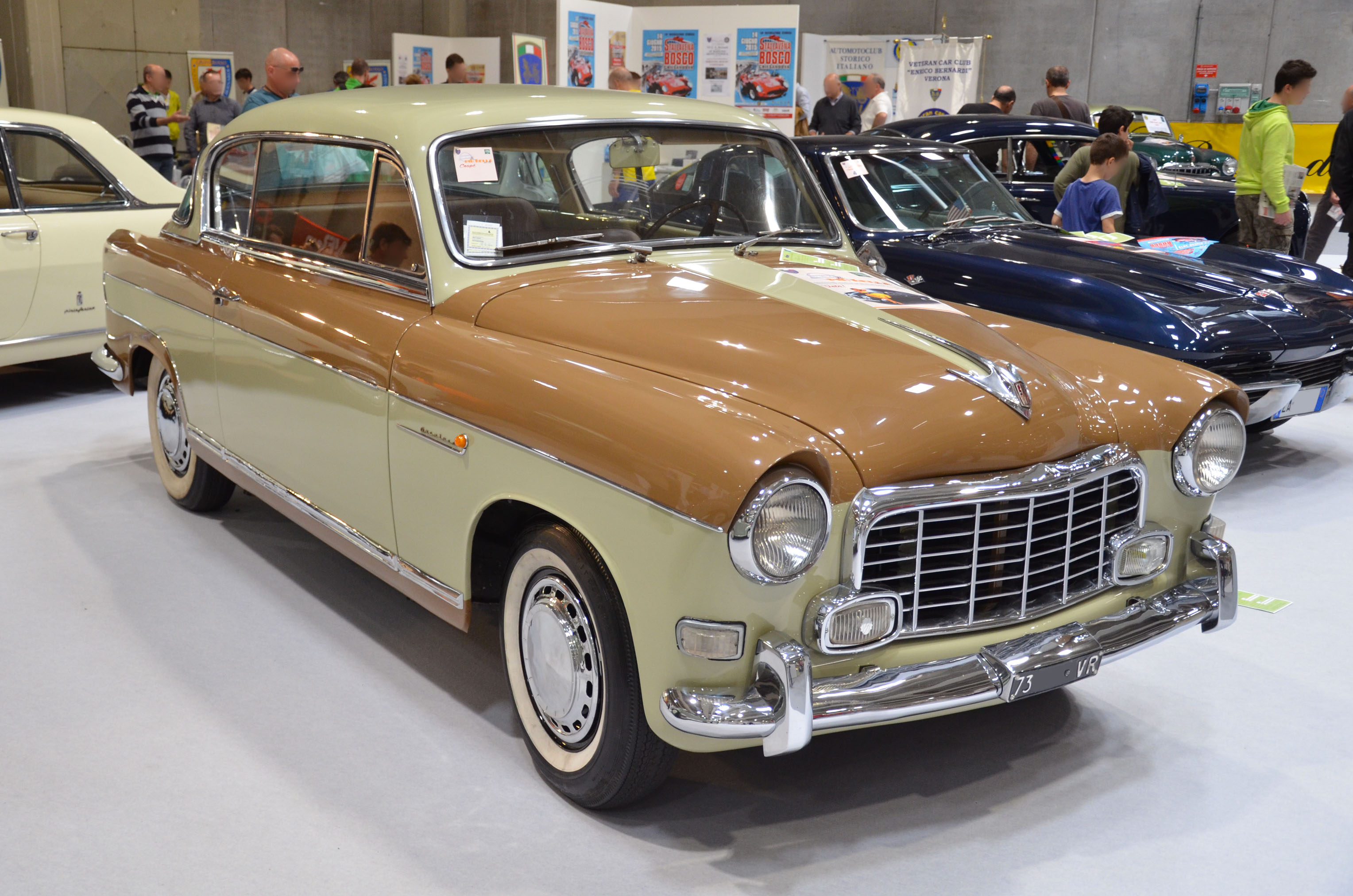
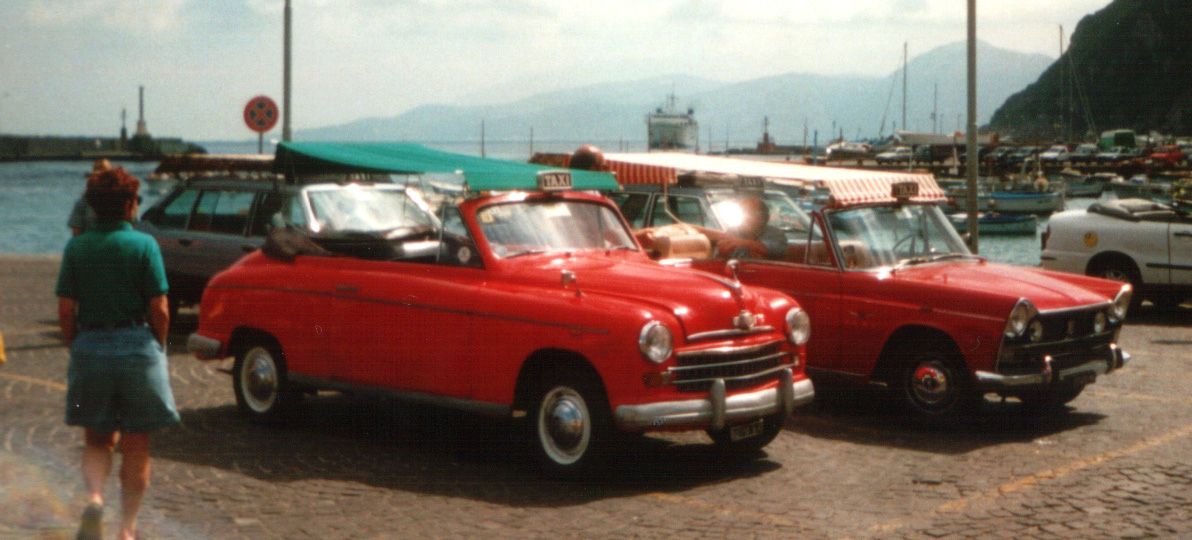